# Paul Teutul Sr.

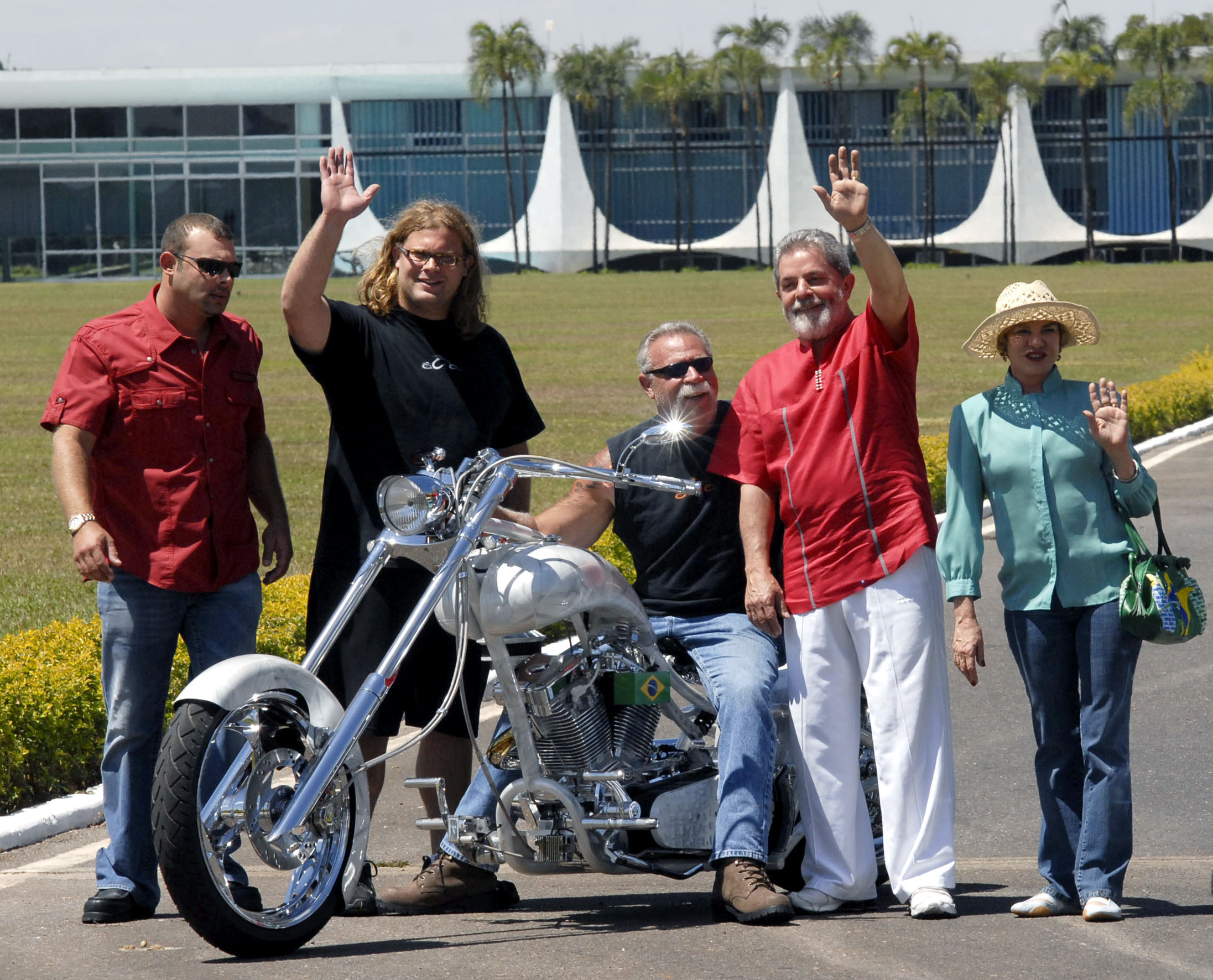
Paul Teutul Sr. uprostřed, vlevo synové Paul Teutul jr. a Michael Teutul, napravo prezident Brazílie, Luize Inácia Lula da Silva s chotí

Paul John Teutul Sr. (* 1. květen 1949 Yonkers, New York) je zakladatel Orange County Choppers (OCC), společnosti zabývající se zakázkovou výrobou motocyklů (zejména chopperů). Vystupuje ve své vlastní show s názvem Americký chopper, kterou vysílá společnost Discovery Channel.

## Životopis
Paul Teutul se narodil v Yonkers, ve státě New York, vyrůstal v Pearl River ve státě New York. Během Vietnamské války byl příslušníkem obchodního námořnictva. Tetul je podruhé ženatý, v roce 2007 se rozvedl se svou ženou Paulou a oženil se současnou manželkou Beth Dillon. Z prvního manželství má čtyři děti – Paula, Michaela, Daniela a dceru Cristine.

## Kariéra
Teutul původně řídil rodinný podnik Orange County Ironworks, který sám před lety založil. Po odchodu z Orange County Ironworks, které v současnosti vlastní a spravuje syn Daniel, v roce 1999 založil společně se svým synem Paulem společnost Orange County Choppers, výrobní společnost na zakázkovou výrobu motocyklů (chopperů) podle požadavků klientů. Společnost OCC se brzy stala velmi úspěšnou.

### American Chopper
Úspěch OCC zaujal televizní tvůrce a v roce 2003 začala společnost Discovery Channel s vysíláním tematické show s názvem Americký chopper, kde diváci mohou "na vlastní oči" vidět konstrukce motocyklů originálních designů.
Odlišný pohled Paula Teutula Sr. a Paula Teutula Jr., stejně jako povahové rysy obou, často vedly k neshodám a hádkám. Výsledkem byl v roce 2009 odchod Paula Jr. z Orange County Choppers. Později založil vlastní společnost s názvem "Paul Jr. Designs".